# Наксков
Наксков (дан. Nakskov) је град у Данској, у јужном делу државе. Град је у оквиру покрајине Сјеланд, где са околним насељима чини једну од општина, Општину Лоланд.

## Географија
Наксков се налази у јужном делу Данске. Од главног града Копенхагена, град је удаљен 170 километара јужно.
Град Наксков је положен на у западном делу данског острва Лоланд. Острво је у саставу западног Балтика, а град излази на море преко омањег истоименог залива. Подручје око града је равничарско. Надморска висина града креће се од 0 до 7 метара.

## Историја
Подручје Накскова било је насељено још у доба праисторије. Данашње насеље се први пут помиње у раном средњем веку. Већ 1266. године оно је добило градска права.
И поред петогодишње окупације Данске (1940-45.) од стране Трећег рајха Наксков и његово становништво није много страдало.

## Становништво
Наксков је 2010. године имао око 14 хиљада у градским границама. Општина Лоланд имала је око 46 хиљаде становника.

## Партнерски градови
- Екернферде
- Алсфелд

## Галерија
- Сендергаде, главна градска трговачка улица
- Црква св. Николаја, главна у Накскову
- Приобаље у Накскову
- Стари градски водоторањ